# تشارلز غوردون إدواردز
تشارلز غوردون إدواردز (بالإنجليزية: Charles Gordon Edwards) هو محامي وسياسي أمريكي، ولد في 2 يوليو 1878 في الولايات المتحدة، وتوفي بنفس المكان في 13 يوليو 1931. حزبياً، نشط في الحزب الديمقراطي. انتخب عضو مجلس النواب الأمريكي.